# Парфёнов, Александр Дорофеевич
Александр Дорофеевич Парфёнов (8 мая или 6 сентября (25 августа) 1911, дер. Злыдоровка — 13 июня 1982, г. Купино, Купинский район, Новосибирская область, РСФСР, СССР) — советский железнодорожник, машинист, работник депо «Купино» при одноимённой станции в Новосибирской области, Герой Социалистического Труда (1959).

## Биография
Александр Парфёнов родился 8 мая 1911 года или, по другим данным, 6 сентября (25 августа) в русской семье в деревне Злыдоровка (ныне упразднена, на момент исключения входила в Купинский район Новосибирской области). Получил образование в начальной школе, после чего трудился в колхозе. С 1933 года по 1935 служил в воинских частях НКВД на территории Дальнего Востока.
После окончания воинской службы в декабре 1935 года вернулся в село Купино (с 1944 года — город) и начал работать в локомотивном депо при местной станции, первоначально был помощником кочегара. Затем прошёл обучение на должность помощника машиниста, овладел профессией слесаря (машинист паровоза и слесарь пятого разряда). К 1941 году Парфёнов стоял во главе локомотивной бригады. Во время Великой Отечественной войны был машинистом первого класса (или пятого разряда), работал в депо в качестве машиниста-инструктора. Тогда и в последующие годы водил тяжеловесные составы, работал без аварий, вовремя приводил поезда, на обслуживании локомотива (заправка, ремонт) экономил деньги. За это несколько раз награждался почётными грамотами от управления дороги, денежным вознаграждением, различными памятными знаками. Участвовал в освоении целинных земель Средней Сибири.
В 1959 году Парфёнов провёл 28 соединённых поездов и перевёз свыше установленной нормы грузы народного хозяйства общим весом 12145 тонн, при этом сэкономив 115 тонн угля. Тогда же все машинисты депо превысили норму на 4356000 тонн и провели 5260 поездов тяжёлого веса. За «выдающиеся достижения в развитии железнодорожного транспорта» Президиум Верховного Совета СССР приказом от 1 августа 1959 года удостоил А. Д. Парфёнова звания Героя Социалистического Труда с вручением золотой медали «Серп и Молот» (№ 9817) и ордена Ленина (№ 371172).
Работал в депо станции Купино до 1966 года, после чего вышел на пенсию. Проживал в городе нахождения станции. Умер 13 июня 1982, могила находится на кладбище города.

## Память
Согласно отзывам, отличался трудолюбием и целеустремлённостью. Был примером для остальных железнодорожников: как для сослуживцев, так и для следующего поколения.
На станции Карасук I в городе Карасук в качестве памятника с постаментом в 2005 году установлен локомотив Л3609, на котором Александр Парфёнов работал. Имя Парфёнова также увековечено в Музее боевой и трудовой славы железнодорожников Карасукского узла.
Парфёнову была посвящена статья в юбилейном издании «Купинский район в именах и лицах», содержавшем биографические справки об «оставивших заметный след» в истории района людях.

## Награды
Был удостоен следующих наград:
- Герой Социалистического Труда (01.08.1959)
- орден Ленина (01.08.1959)
- почётные грамоты управления Омской железной дороги
- памятный знак «Почётный железнодорожник»
- памятный знак «Отличный паровозник»
- памятный знак «Ударник коммунистического труда»
- медаль «За трудовую доблесть»
- медаль «За доблестный труд в Великой Отечественной войне 1941—1945 гг.»
- медаль «За трудовое отличие»